# شاد هاربر
شاد هاربر (بالإنجليزية: Chad Harpur)‏ (3 سبتمبر 1982 بجوهانسبرغ في جنوب أفريقيا - ) هو لاعب كرة قدم جنوب أفريقي في مركز حراسة المرمى. لعب مع أياكس كيب تاون وليدز يونايتد ونادي كيلمارنوك ونادي مبومالانجا بلاك أسأت ونادي ميلوول ومانينغ رانغيرز ‏ وماريتزبرغ يونايتد ‏ وBasingstoke Town F.C. ‏ ونادي دندي وMolesey F.C. ‏.